# Підставська сільська рада
Підставська сільська́ ра́да — колишній орган місцевого самоврядування в Липоводолинському районі Сумської області. Адміністративний центр — село Підставки.

## Загальні відомості
- Населення ради: 809 осіб (станом на 2001 рік)

## Населені пункти
Сільській раді підпорядковані населені пункти:
- с. Підставки
- с. Мельникове
- с. Слобідка

## Склад ради
Рада складається з 12 депутатів та голови.
- Голова ради: Луценко Людмила Олександрівна
- Секретар ради: Галенко Валентина Іванівна

### Керівний склад попередніх скликань
| Прізвище, ім'я, по батькові   | Основні відомості                                                 | Дата обрання | Дата звільнення |
| ----------------------------- | ----------------------------------------------------------------- | ------------ | --------------- |
| Луценко Людмила Олександрівна | Сільський голова, 1969 року народження, освіта вища               | 26.03.2006   | 31.10.2010      |
| Луценко Людмила Олександрівна | Сільський голова, 1969 року народження, освіта вища, позапартійна | 31.10.2010   |                 |

Примітка: таблиця складена за даними сайту Верховної Ради України